# Klimaatconferentie van Madrid 2019
De Klimaatconferentie van Madrid 2019 was een conferentie van de Verenigde Naties over klimaatverandering. Het was de 25ste Conference of the Parties (COP25) in het kader van het Klimaatverdrag (UNFCCC), de 15e sessie van de partners in het Kyoto-protocol (CMP 15), en de 2e sessie van de partners in uitvoering van het Akkoord van Parijs (CMA 2). De conferentie volgde op de Klimaatconferentie van Katowice 2018. 
De top zou aanvankelijk van 2 tot 13 december 2019 gehouden worden in Santiago (Chili), maar werd uiteindelijk verplaatst naar Madrid. De geplande plaats van het gebeuren was eerst Ciudad Parque Bicentenario, een stadsproject op de site van de voormalige internationale luchthaven in Santiago. In Madrid werd het de handelsbeurs IFEMA in Campo de las Naciones.

## Organisatie
Aanvankelijk zou COP25 doorgaan in Brazilië. Nog begin november 2018 bevestigde het Braziliaanse Ministerie van Milieu “dat de kandidatuur de leidende rol van Brazilië in kwesties van duurzame ontwikkeling bevestigde, vooral met betrekking tot klimaatverandering, en de consensus weerspiegelde van de Braziliaanse samenleving over het belang en de urgentie van acties die bijdragen aan de strijd tegen de klimaatverandering”. Nauwelijks veertien dagen later liet het Ministerie van Buitenlandse Zaken echter weten dat de kandidatuur “om budgettaire redenen” werd ingetrokken. Critici betreurden de terugtrekking, en wezen op het verband met de nieuwe regering onder de klimaatsceptische president Jair Bolsonaro. Reeds tijdens de conferentie in Katowice overwoog Chili zich kandidaat te stellen, en dat werd op 14 december 2018 bevestigd door president Piñera, die zich echter op 30 oktober 2019 verplicht zag de conferentie af te gelasten, wegens aanhoudend straatprotest in de hoofdstad Santiago. Kort nadien bood de Spaanse regering aan de conferentie te huisvesten.

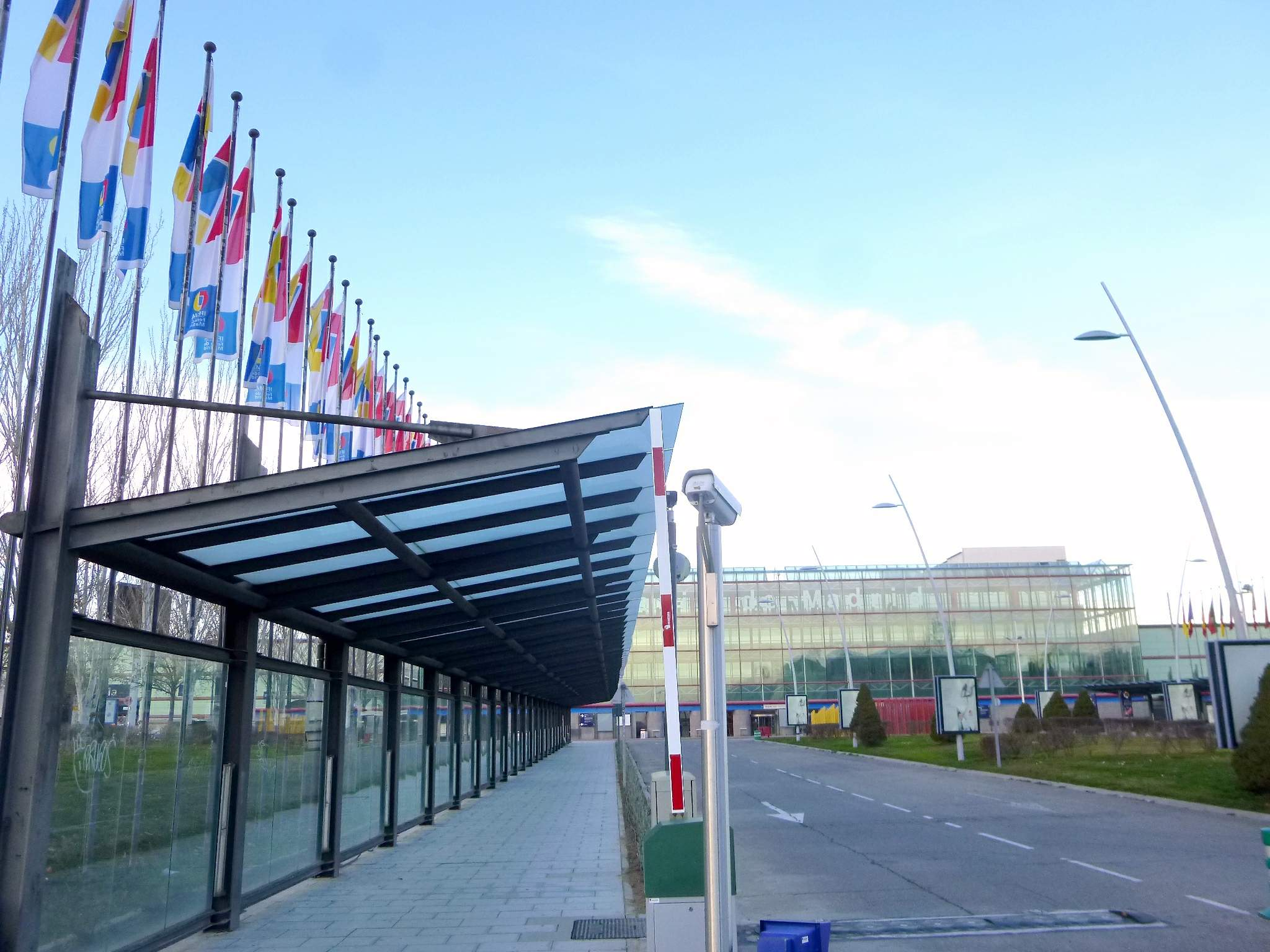
Campo de las Naciones, Madrid

## Tussentijdse onderhandelingen
Halverwege de jaarlijkse klimaatconferenties worden meestal tussentijdse onderhandelingen gevoerd. Na de COP24 gingen deze door in Bonn, van 17 tot 27 juni 2019, tijdens een hittegolf. Aangezien in Katowice overeenstemming was bereikt over het “Paris rulebook”, lag de focus hier op het opvoeren van de klimaatdoelstellingen. En onder meer daarover rezen belangrijke meningsverschillen tussen “Noord” en “Zuid”.
Een volgende tussentijdse ontmoeting was gepland op de VN-klimaattop van 23 september 2019 in New York, waar VN-secretaris-generaal António Guterres bij de wereldleiders aandrong op meer ambitie en specifieke doelstellingen. Kort voor deze top publiceerde de nog door voormalig secretaris-generaal Ban Ki-moon opgerichte Global Commission on Adaptation een rapport waarin nadrukkelijk werd opgeroepen tot dringende investeringen in de aanpassing aan de klimaatcrisis. Hoewel de landen met de grootste uitstoot geen extra doelen vooropstelden, werden na afloop tal van toezeggingen op het gebied van klimaatactie gedaan.
In de aanloop naar COP25 werd in oktober 2019 een “pre-COP25” gehouden in Costa Rica, dat in principe ook kandidaat-gastland was, maar daar om financiële redenen van afzag. De vier hoofdthema's op de agenda waren: ambitie, marktmechanismen, gender, en schaderegelingen. Costa Rica leverde extra inspanningen om een betere deelname van het maatschappelijk middenveld te bereiken. De conferentie vroeg dan ook om meer aandacht voor sociale inclusiviteit en op de natuur gebaseerde oplossingen, maar boekte weinig vooruitgang op het stuk van ambitie.
Op de valreep keurde het Europees Parlement op 28 november 2019 een resolutie goed waarin een klimaatnoodtoestand werd uitgeroepen. 

## Afsluiting
De top duurde langer dan gepland en werd op zondagmiddag 15 december afgesloten, echter zonder dat deze veel had opgeleverd. Over de meeste belangrijke onderwerpen was geen overeenstemming bereikt. Belangrijke landen deden geen duidelijke toezeggingen om de uitstoot van broeikasgassen verder terug te dringen. Ook was men er niet in geslaagd om nieuwe afspraken te maken omtrent emissiehandel of de financiering van het klimaatbeleid in ontwikkelingslanden, onderwerpen die na het Akkoord van Parijs open waren blijven staan.